# Contarinia ramicola
Contarinia ramicola är en tvåvingeart som först beskrevs av Rudow 1875.  Contarinia ramicola ingår i släktet Contarinia och familjen gallmyggor.
Artens utbredningsområde är Tyskland. Inga underarter finns listade i Catalogue of Life.